# National Archives Building
| Vy av National Archives Building från National Mall och flygbild i västlig riktning där arkiv byggnaden ses närmast i mitten. |  | Vy av National Archives Building från National Mall och flygbild i västlig riktning där arkiv byggnaden ses närmast i mitten. |
| Vy av National Archives Building från National Mall och flygbild i västlig riktning där arkiv byggnaden ses närmast i mitten. |  | |

National Archives Building är den byggnad i Washington, D.C. som är säte för National Archives and Records Administration (NARA), USA:s nationalarkiv. Byggnaden ritades av John Russell Pope, uppfördes mellan 1933 och 1935 i nyantik stil och är belägen norr om National Mall längs Constitution Avenue och på den södra sidan av Pennsylvania Avenue (som är gatuadressen). Sedan 1971 är den upptagen i National Register of Historic Places.
Byggnaden benämns inom NARA som Archives I  och en stor del av dess verksamhet och samlingar är förlagda till Archives II som är en större anläggning i College Park, Maryland. I byggnaden förvaras arkivhandlingar från USA:s kongress, USA:s högsta domstol samt från federala domstolar i District of Columbia.
Flera av landets centrala urkunder är utställda i en permanent utställning, National Archives Museum, i dess rotunda som är öppen för allmänheten.

## Utställning

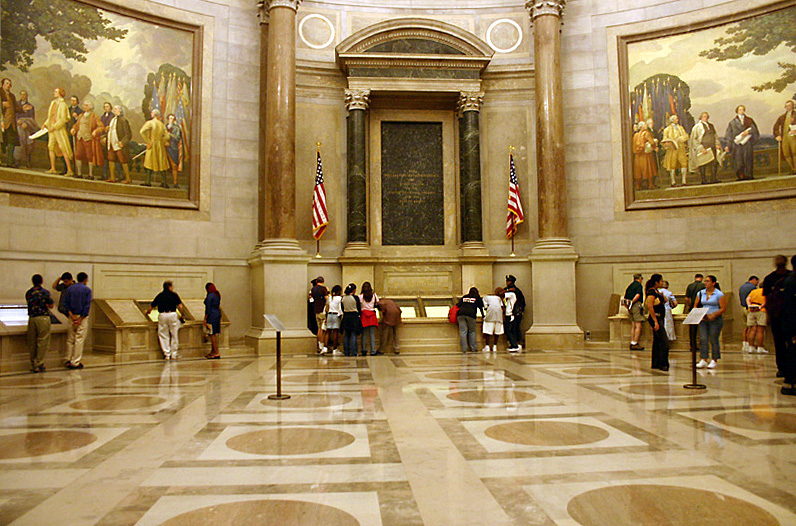
Montrarna i rotundan där dokumenten visas.

De tre centrala dokumenten som visas i den permanenta utställningen är:
- USA:s självständighetsförklaring från 1776.[3]
- USA:s konstitution från 1789.[3]
- Bill of Rights från 1789.[3]

Andra historiska dokument som visas inkluderar: Konfederationsartiklarna (1777), Traktatet för Louisianaköpet (1803), Emancipationsproklamationen (1862) och dokumentet för Japans kapitulation ombord på USS Missouri i Tokyobukten 1945. Ett annat dokument som visas är en version av Magna Carta undertecknad 1297 av Englands kung Edvard I.

## Populärkultur
I långfilmen National Treasure från 2004 stjäl Benjamin Gates (Nicolas Cage) självständighetsförklaringen från arkivbyggnaden för att kunna utläsa en ledtråd skriven med osynligt bläck på baksidan som leder till en skatt som gömdes av USA:s grundlagsfäder.